# Сали
Сали је највеће насеље на Дугом отоку и сједиште истоимене општине. Припада Задарској жупанији, Република Хрватска.

## Географија
Налази се на јужном крају Дугог отока. Познато је по фабрици за прераду рибе.

## Становништво
На попису становништва 2011. године, општина Сали је имала 1.698 становника, од чега у самом Салију 740.

## Попис1991.
На попису становништва 1991. године, насељено место Сали је имало 1.190 становника, следећег националног састава:
| Попис 1991.‍   | Попис 1991.‍  | Попис 1991.‍ | Попис 1991.‍ | Попис 1991.‍ |
| ------------- | ------------ | ----------- | ----------- | ----------- |
|               |              |             |             |             |
| Хрвати        | Хрвати       |             | 1.147       | 96,38%      |
| Срби          | Срби         |             | 9           | 0,75%       |
| Југословени   | Југословени  |             | 4           | 0,33%       |
| Русини        | Русини       |             | 2           | 0,16%       |
| Словенци      | Словенци     |             | 1           | 0,08%       |
| остали        | остали       |             | 10          | 0,84%       |
| неопредељени  | неопредељени |             | 3           | 0,25%       |
| непознато     | непознато    |             | 14          | 1,17%       |
| укупно: 1.190 |              |             |             |             |